# Lucida Grande

Lucida Grande

Lucida Grande je bezpatkové písmo Unicode a je členem rodiny písma Lucida. Od verze 10.10 (Mac OS) byla změněna na Helvetica Neue. Ve verzi 10.11 byla změněna na San Francisco.

## Rozsahy Unicode
Obsahuje celkem téměř 1 300 glyfů, včetně:
Základní latinka (96)
Latinské znaky-1 (94)
Rozšířená latina (98)
Latinské znaky-2 (5)
Úprava znaků s mezerou (9)
Kombinace diakritických znamének (6)
Řečtina (72)
Cyrilice (94)
Hebrejština (71)
Arabština (85)
Thajština (87, z toho 5 není definováno)
Další latina (90)
Celkové skóre (17)
Horní index nebo dolní index (6, s alternativami)
Měna (7, bez eura)
Symboly typu dopisu (3)
Šipky (14)
Matematické operátory (14) 
Různé techniky (10, s alternativou v U + 237B)
Kontrolní obrázky (1)
Geometrické tvary (4)
Symboly (2, s alternativou v U + 2760)
Soukromé použití (142)
Formy abecední prezentace (22)
Arabské formy prezentace-A (54)
Formy prezentace arabštiny-B (89)
Formy se střední šířkou a plnou šířkou (61, vše alternativami)